# Воблицзе
Воблицзе (нем. Woblitzsee) — озеро в земле Мекленбург-Передняя Померания. Название происходит от славянского «Воблица» («Большая вода»).
Площадь зеркала — 5,2 км², водная поверхность расположена на высоте 57 м над уровнем моря. Озеро расположено к северо-востоку от города Везенберг на Мекленбургском поозёрье.
Из озера вытекает река Хафель, здесь начинается 97-километровый водный путь Верхний Хафель.
На северном берегу озера расположены места отдыха для любителей водных лыж.